# Peter Brügge
Peter Brügge (* 18. März 1928; † 1. Dezember 2019 in München) war ein deutscher Journalist.

## Leben
Brügge wurde als Ernst Hess geboren. Er war von 1961 bis 1994 Spiegel-Reporter und schrieb unter dem Pseudonym Peter Brügge. Damit war er neben Rudolf Augstein (Pseudonym Jens Daniel) einer der wenigen Spiegel-Autoren, die nicht unter ihrem Namen schrieben.
1966 wurde er mit dem Theodor-Wolff-Preis ausgezeichnet. Für seine Arbeit „Herr Meier, wo Blumen, wo Sommer?“ im Spiegel wurde er 1980 mit dem Egon-Erwin-Kisch-Preis ausgezeichnet. Die Reportage über vietnamesische Flüchtlinge, die in einem oberbayerischen Dorf Zuflucht finden, beschäftigt sich mit der allmählichen Stimmungsveränderung unter den „Einheimischen“ zu Ungunsten der Flüchtlinge.

## Werke
- Schlachtfest für Führungskräfte – Die sechziger Jahre der Republik. Bertelsmann, München 1989, ISBN 3-570-02690-6.
- Die Anthroposophen – Waldorfschule, biodynamischer Landbau, Ganzheitsmedizin, kosmische Heilslehre. Rowohlt, Reinbek bei Hamburg 1984, ISBN 3-499-33050-4.
- Die Reichen in Deutschland. Bärmeier und Nikel, Frankfurt am Main 1966.